# 爱尔兰语音系

爱尔兰使用爱尔兰语的地区的地图。条目中提到的地方已在此地图上标示出。

爱尔兰语的音系学在各种方言中有着不同变化；而且这种语言没有一种标准发音。因此，此条目会把重点放在大多或所有方言都普遍存在的现象，以及各方言之间的主要的不同点。
自从19世纪后期以来，爱尔兰语音系学一直作为一门学科进行研究，许多研究者已发表了其方言的描述，涵盖了所有使用该语言的地区。最近，理论语言学者也开始注意爱尔兰语音系学，引出了许多关于此话题的书籍，文章，以及博士论文。
爱尔兰语音系学中最重要的方面之一，是几乎所有辅音都成对出现，其中一个是“宽”音，另一个则是“窄”音（類似俄語的軟硬音分別）。宽辅音是软腭化的，也就是说，该辅音发音时，舌背后曳并稍稍向上，朝着软腭的方向移动。窄辅音则是腭音化的，也就是说发音时舌头朝着硬腭送上去。宽窄辅音的区别在爱尔兰语中非常关键，因为如果用宽辅音来代替窄辅音，或者反过来，一个单词的意义就可能发生改变。例如，单词 “母牛”和单词“活着的”之间发音上唯一的区别就是的发音中是宽b的音，而的发音中是窄b的音。宽窄辅音之间的区别扮演的决定性的角色，不仅仅区别出这个辅音自身的发音，也决定了周围的元音的发音，以及哪些辅音可以与哪些其他辅音相邻，以元音开头的单词如何变化。
爱尔兰语和与它关系最近的语言，例如苏格兰盖尔语和马恩岛语，以及与它有着最接近的接触的语言爱尔兰英语等，有许多相同的音系学上的特征。

## 学科历史
十九世纪末之前，爱尔兰语的语言学讨论都集中于传统的语言语法领域（比如关于名词，动词和形容词的词形变化的出版物），或者是从原始印歐語经过原始凱爾特語到成为古愛爾蘭語的历史发展。
进入理论音系学的爱尔兰语研究是从Ó Siadhail & Wigger (1975)开始的，它遵循了The Sound Pattern of English的原则与实践，并组成了Ó Siadhail (1989)的音系学部分基础。从理论观点检验爱尔兰语音系学的论文包括优选论的Ní Chiosáin (1991)，Green (1997)，和政府音系学的Cyran (1997)和Bloch-Rozmej (1998)。

## 辅音
大多爱尔兰语的方言都至少包括以下列表中的辅音音素（参见国际音标对于这些表音符号的解释）。每一排上半部分显示的表音符号是软腭化的，即“宽”音，而下半部分的则是腭音化的，即“窄”音。辅音/h/即非宽音也非窄音。
|            |      | 唇   | 唇   | 唇     | 唇     | 唇 | 唇 | 舌尖 | 舌尖 | 舌尖   | 舌尖   | 舌尖 | 舌尖 | 舌背 | 舌背 | 舌背 | 舌背 | 声门 | 声门 |
| 双唇       | 双唇 | 唇齿 | 唇齿 | 唇软腭 | 唇软腭 | 齿 | 齿 | 齿龈 | 齿龈 | 后齿龈 | 后齿龈 | 硬腭 | 硬腭 | 软腭 | 软腭 |      |      | 声门 | 声门 |
| ---------- | ---- | ---- | ---- | ------ | ------ | -- | -- | ---- | ---- | ------ | ------ | ---- | ---- | ---- | ---- | ---- | ---- | ---- | ---- |
| 塞音       | 宽   | pˠ   | bˠ   |        |        |    |    | t̪ˠ   | d̪ˠ   |        |        |      |      |      |      | k    | ɡ    |      |      |
| 塞音       | 窄   | pʲ   | bʲ   |        |        |    |    |      |      | tʲ     | dʲ     |      |      | c    | ɟ    |      |      |      |      |
| 擦音/ 近音 | 宽   |      |      | fˠ     | w      | w  | w  |      |      | sˠ     |        |      |      |      |      | x    | ɣ    | h    |      |
| 擦音/ 近音 | 窄   |      |      | fʲ     | vʲ     |    |    |      |      |        |        | ʃ    |      | ç    | j    |      |      | h    |      |
| 鼻音       | 宽   | mˠ   | mˠ   |        |        |    |    | n̪ˠ   | n̪ˠ   |        |        |      |      |      |      | ŋ    | ŋ    |      |      |
| 鼻音       | 窄   | mʲ   | mʲ   |        |        |    |    |      |      | nʲ     | nʲ     |      |      | ɲ    | ɲ    |      |      |      |      |
| 闪音       | 宽   |      |      |        |        |    |    |      |      | ɾˠ     | ɾˠ     |      |      |      |      |      |      |      |      |
| 闪音       | 窄   |      |      |        |        |    |    |      |      | ɾʲ     | ɾʲ     |      |      |      |      |      |      |      |      |
| 边音       | 宽   |      |      |        |        |    |    | l̪ˠ   | l̪ˠ   |        |        |      |      |      |      |      |      |      |      |
| 边音       | 窄   |      |      |        |        |    |    |      |      | lʲ     | lʲ     |      |      |      |      |      |      |      |      |

### 上下滑音
宽音（软腭化音）后面会有一个出现在前元音之前，明显的软腭近音（是一个很短的类元音），听起来像英语的w但并不圆唇。这个音的IPA符号是[ɰ]。因此 /n̪ˠiː/“九”和 /kiː/“方式，方法”事实上发音是[n̪ˠɰiː]和[kɰiː] (Sjoestedt 1931:19, Sutton 1993)。这个软腭半元音下滑音在唇音后面是唇音化的（即圆唇地发音，像w一样），因此 /bˠiː/“黄色”事实上发音为[bˠwiː] (Sutton 1993, Quiggin 1906:76)。
相似的是，窄音（腭化音）后面会有一个出现在后元音之前的硬腭近音（类似于英语y），比如说 /tʲuː/“厚的，粗的”事实上发音为[tʲjuː] (Ó Sé 2000，第11頁)。
如果宽辅音出现在前元音之后，会在辅音之前出现一个很短的元音[ə̯]（叫做上滑音），比如 /dʲiːl̪ˠ/“卖”会发音作[dʲiːə̯l̪ˠ/]。相似的是，如果窄辅音出现在后元音之后，也会在辅音前面出现一个上滑音[i̯]，例如 /aːtʲ/“地点”发音作[aːi̯tʲ]（Ó Sé 2000:11, de Bhaldraithe 1966:43）， /oːlʲ/“饮料”（属格）发音作[oːi̯lʲ] (de Búrca 1958，第59頁)， /mʲəuɾʲ/“理解”是[mʲəui̯ɾʲ] (Mhac an Fhailigh 1968，第46頁)， /d̪ˠuːn̠ʲ/是[d̪ˠuːi̯n̠ʲ] (Sommerfelt 1922，第150頁)。

### 同位音
/w/有两个基本的同位音：唇软腭近音 [w]和濁唇齒擦音 [vˠ]。同位音的分配在不同方言中是不同的。芒斯特方言中通常只有[vˠ](Sjoestedt 1931，第28–29頁)，阿尔斯特方言中只有[w] (Quiggin 1906，第74–76頁)。在康诺特方言中[w]出现在元音前的字首（例如 [wɪlʲ] “是”），而[vˠ]在其他位置（比如 [n̪ˠiːvˠ]“神圣的”， [ˈfˠuːvˠəɾˠ]“秋天”， [ˈvˠɾˠɔsˠt̪ˠə]“匆忙的”：Finck 1899:64–67、de Bhaldraithe 1966:30–31）。
唇齒擦音/fˠ, fʲ, vʲ/以及/w/同位音的擦音[vˠ]，在许多方言里都拥有双唇音的同位音[ɸˠ, ɸʲ, βˠ, βʲ]；它们的分配与周围音素有部分关系（双唇音大多可能出现在圆唇元音附近），也与说话者个体有部分关系(de Bhaldraithe 1966，第31–32頁)。
齿龈硬颚塞音/tʲ, dʲ/在许多方言中可能会变作塞擦音[tɕ, dʑ]。包括Tourmakeady(de Búrca 1958，第24–25頁), Erris(Mhac an Fhailigh, 1968 & 36–37)，和Teelin(Wagner 1959，第9–10頁)等地皆是如此。
硬颚塞音/c, ɟ, ɲ/可以清楚地发作本来的[c, ɟ, ɲ]，也可以发作硬腭软腭音 [k̟, ɡ˖, ŋ˖](Ó Sé 2000，第14–15, 18頁)。
音素/j/在大多数方言有三个同位音：硬腭近音 [j]出现在包括/iː/的元音之前和在音节末尾处（例如 [jasˠ]“美好的”， [bʲɛj]“将是”）；浊（后）硬腭擦音 [ʝ]出现在辅音之前（例如 [ʝɾʲiən̪ˠ]“太阳”）；和一个折中的音[j˔]（比[j]更像擦音但又不如[ʝ]），出现在/iː/之前（例如 [j˔iːɾʲə]“纠直的，改正的”(Breatnach 1947:39–40, Ó Cuív 1944:42–43, de Bhaldraithe 1966:34, Mhac an Fhailigh 1968:34–35)。
和英语里一样, 清塞音在字首是送气的（发音时一股空气突然释放，听感清晰），而浊塞音可能并不总发作浊音，但是绝不送气。清塞音在/sˠ/和/ʃ/之后不送气（例如 [sˠkauɾˠə]“恐怖”）；然而塞音在附着词素 is /sˠ/后依然保持送气（例如 [sˠkʰaum]“它弯曲了”) (Breatnach 1947，第33, 76頁)。少数研究者（例如Ó Cuív 1944、Wagner 1959、de Bhaldraithe 1966、Mhac an Fhailigh 1968、Ó Sé 2000）会将发音写作/sb sd sɡ xd/等等，表示他们认为清擦音后出现的塞音是浊塞音的清化同位音，而不是清塞音的不送气同位音，但这不是主流的观点。

### 强弱响音
在古爱尔兰语中，舌面前响音（拼写作l n r）并不只有宽和窄两种类型的发音，而是还有强与弱的变化。要这些术语精确的语音定义其实是比较含糊的，但强音持续时间也许更长，而且舌头与上颚的接触区域比弱音更大。根据习惯，强音会使用 大写字母/L N R/来转写，弱音则用小写字母/l n r/。因此古爱尔兰语有四个r音素/Rˠ, Rʲ, rˠ, rʲ/，四个边音音素/Lˠ, Lʲ, lˠ, lʲ/，以及四个舌面前鼻音音素/Nˠ, Nʲ, nˠ, nʲ/ (McCone 1994，第90頁)。古爱尔兰语中，强弱响音在元音之间和元音后的字末互相形成对比，例如 /bʲeRˠɨðʲ/“他修剪”对比 /bʲerˠɨðʲ/“他可以搬动”；  /koLˠ/“淡褐色”对比 /kolˠ/“罪恶”； /sˠoNˠ/“赌注”对比 /sˠonˠ/“声音” (Quin 1975，第4–5頁)。在字首则只出现强音，但也会出现因为词素句法引发的弱化环境而变为弱音的情况： /Rˠuːnˠ/“谜”对比 /a rˠuːnˠ/“他的谜”， /Lˠoːnˠ/“供应，预备”对比 /a lˠoːnˠ/“他的预备”(Quin 1975，第8頁)。
在现代语言中，四个r辅音在所有方言里都减至两个，/Rˠ, Rʲ, rˠ/合并作了/ɾˠ/。对于边音和鼻音，有些方言沿袭了四者的区分，其他方言则减至两到三个可区分的音素，总结如下表。
| 古爱尔兰语               | 阿尔斯特              | 阿尔斯特                | 康诺特                       | 康诺特                         | 康诺特            | 芒斯特                 | 芒斯特                   |
| 古爱尔兰语               | 罗斯吉尔 (Lucas 1979) | 格兰提斯 (Quiggin 1906) | 梅奥 (Mhac an Fhailigh 1968) | 康尼马拉 (de Bhaldraithe 1966) | 阿伦 (Finck 1899) | 丁格尔半岛 (Ó Sé 2000) | 西马斯克里 (Ó Cuív 1944) |
| ------------------------ | --------------------- | ----------------------- | ---------------------------- | ------------------------------ | ----------------- | ---------------------- | ------------------------ |
| Rˠ                       | ɾˠ                    | ɾˠ                      | ɾˠ                           | ɾˠ                             | ɾˠ                | ɾˠ                     | ɾˠ                       |
| rˠ                       | ɾˠ                    | ɾˠ                      | ɾˠ                           | ɾˠ                             | ɾˠ                | ɾˠ                     | ɾˠ                       |
| Rʲ                       | ɾˠ                    | ɾˠ                      | ɾˠ                           | ɾˠ                             | ɾˠ                | ɾˠ                     | ɾˠ                       |
| rʲ                       | ɾʲ                    | ɾʲ                      | ɾʲ                           | ɾʲ                             | ɾʲ                | ɾʲ                     | ɾʲ                       |
| Lˠ                       | l̪ˠ                    | l̪ˠ                      | l̪ˠ                           | l̪ˠ                             | l̪ˠ                | l̪ˠ                     | l̪ˠ                       |
| lˠ                       | l̪ˠ                    | lˠ                      | lˠ                           | l̪ˠ                             | l                 | l̪ˠ                     | l̪ˠ                       |
| lʲ                       | l                     | lʲ                      | lʲ                           | lʲ                             | l                 | lʲ                     | lʲ                       |
| Lʲ                       | l̠ʲ                    | l̠ʲ                      | l̠ʲ                           | l̠ʲ                             | l̠ʲ                | lʲ                     | lʲ                       |
| Nˠ                       | n̪ˠ                    | n̪ˠ                      | n̪ˠ                           | n̪ˠ                             | n̪ˠ                | n̪ˠ                     | n̪ˠ                       |
| nˠ                       | n̪ˠ                    | nˠ                      | nˠ                           | n̪ˠ                             | n                 | n̪ˠ                     | n̪ˠ                       |
| nʲ                       | n                     | nʲ                      | nʲ                           | nʲ                             | n                 | nʲ                     | nʲ                       |
| Nʲ                       | n̠ʲ                    | n̠ʲ                      | n̠ʲ                           | n̠ʲ                             | n̠ʲ                | nʲ                     | 字首nʲ 其他位置ɲ         |
| 注：l̠ʲ和n̠ʲ是齿龈硬腭音。 |                       |                         |                              |                                |                   |                        |                          |

## 元音

康诺特爱尔兰语的元音音素(de Búrca 1958)

芒斯特爱尔兰语的元音音素(Ó Cuív 1944)

不同方言中元音亦有变化，但是通常来说康诺特和芒斯特至少单元音方面比较一致/iː/、/ɪ/、/uː/、/ʊ/、/eː/、/ɛ/、/oː/、/ɔ/、/a/、/aː/以及只在非重音音节中出现的中央元音(/ə/)；下降双元音也基本一样，/əi/、/əu/、/iə/以及/uə/。
阿尔斯特爱尔兰语的元音则分歧比较大。

### 元音后度
元音的后度（意思是舌最高点的水平位置）很大程度上取决于附近的辅音的特性（宽音或是窄音）。一些研究者，（比如Ó Siadhail & Wigger 1975:80–82、 Ó Siadhail 1989:35–37、Ní Chiosáin 1994）主张[ɪ]和[ʊ]实际上是[ɛ]和[ɔ]的相同音素的同位音。如果根据这个观点，这些音素并不显著地成为抽象的前元音或者后元音。它们实际上根据附近的辅音来决定前或后的程度。然而在本条目，会根据传统的理论，认为/ɪ, ʊ, ɛ, ɔ/是四个不同的音素。这个部分关于同位音的描述会来自于Ó Sé (2000:20–24頁)；因此发音反应的是丁格尔半岛芒斯特口音。但是如果没有特别注释，对其他芒斯特和康诺特口音来说，也是普遍适用的。

#### 闭元音
爱尔兰语的四个闭元音音素，包括全闭的/iː/和/uː/，和次闭元音/ɪ/和/ʊ/。其实际发音要取决于周围辅音的性质。认为/iː/在两个窄辅音之间是前元音[iː]（例如 [tʲiːrʲ]“国家”）。在一宽一窄两个辅音之间，舌头则从此位置微微缩入（IPA 符号应为[ i̠ː ])，例如 [dʲi̠ːl̪ˠ]“卖”， [ki̠ːɾʲə]“莓果”（属格）。 在两个宽辅音之间，舌头则缩回更多，几乎变成了央元音（IPA中的[ïː]）： [kïːɾˠə]“羊”。/uː/在两个宽辅音之间是完全的后元音[uː]（例如 [d̪ˠuːn̪ˠ]“堡垒”），但在一宽一窄两个辅音之间，舌位则有一些向前（IPA[u̟ː])，例如 [tʲɾʲu̟ːɾˠ]“三人”， [sˠu̟ːlʲ]“眼睛”。两个窄辅音之间，则更加向前，变成央音化的元音（IPA[üː]）： [cüːnʲ]“安静”。

闭元音同位音的近似范围

次闭元音/ɪ/和/ʊ/变化比较相似。/ɪ/在窄辅音之间认为是前元音[i̞]，例如 [tʲi̞ɟ]“房子”（与格）。窄辅音之后宽辅音之前，则是次前元音[ɪ]  [ˈɟɪt̪ˠə]“片”。宽辅音之后窄辅音之前，则更缩回一些[ɪ̈]，例如 [ˈt̪ˠɪ̈ɟən̪ˠ]“理解”。最后，在两个宽辅音之间是央元音[ɨ̞]，例如 [ɡɨ̞ɾˠtʲ]。“咸的”。附近辅音都是宽音时，/ʊ/是次后元音[ʊ]，例如 [d̪ʊvˠ] “黑”，而在窄辅音后是更央音化的[ʊ̟]，例如 [ˈɟʊ̟bˠəl̪ˠ]“碎布”。

#### 中元音

中元音同位异音的大致范围。

长的半闭元音 /eː/、/oː/ 的具体音值受邻近辅音的影响。/eː/ 在两个软辅音间时，读作前元音 [eː]（例： [bʲeːc]，“喊”）。在一个硬辅音和一个软辅音之间时，读作较中的 [ëː]（例： [ɡl̪ˠëːɟ]，“称”）。在两个硬辅音之间时，则读作更中开的 [ɛ̝̈ː]（例： [bˠɛ̝̈ːl̪ˠ]，“危险”）。 /oː/ 在两个硬辅音间时，读作较后的 [oː]（例： [fˠoːd̪ˠ]）。在一软一硬间时，读作 [o̟ː]（例： [fˠo̟ːdʲ]）。在两软间时，则读作较中的 [öː]（例： [cöːlʲ]，“音乐”(属格)）。
短的半开元音也有类似的音值变化。短元音 /ɛ/ 在软辅音间时为较前的 [ɛ̝]（例： [bʲɛ̝ɟ]，“将是”），在一硬一软间时为稍向后的 [ɛ̝̈]（例： [bʲɛ̝̈d̪ˠ]，“我将是”； [ɾˠɛ̝̈vʲ]“曾是”），在硬辅音间时则为中元音 [ɘ̞]（例： [kɾˠɘ̞]）。短元音 /ɔ/ 在硬辅音间时大多为后元音 [ɔ̝]（例： [kl̪ˠɔ̝x]，“石”），邻近鼻辅音和唇音时则中化为 [ö]（例： [ən̪ˠˈsˠön̪ˠ]，“那里”； [bˠöɡ]，“软的”），在一硬一软辅音之间则为更开的 [ɔ̝̈]（例： [skɔ̝̈lʲ]，“学校”； [dʲɔ̝̈x]）。
非重读的 /ə/ 在邻近硬颚辅音时，读为近闭、近前的 [ɪ]（例： [ˈpʲiːcɪ]）。邻近其他软辅音时，读作较央中的 [ɪ̽]（例： [ˈsˠaːlʲɪ̽]，“盐水”）。邻近硬辅音时，一般读作央中的 [ə]（例： [ˈoːl̪ˠəsˠ]，“信息”）。在前面音节有闭后元音 /uː, ʊ/ 时，则读作央中化的后元音 [ʊ̽]（例： [ˈd̪ˠuːn̪ˠʊ̽]； [ˈmˠʊkʊ̽]，“猪”(复数)）。

#### 开元音

穆斯特方言开元音同位音的大致范围

开元音音值根据周围辅音的性质而变化；穆斯特方言和康诺特方言之间也有显著区别。穆斯特方言中，长元音/aː/和短元音/a/的音值基本上是一样的：接触宽辅音比较靠后，接触窄辅音则比较靠前。具体地说，长音/aː/在字首位置和宽辅音之后都是后元音[ɑː]，例如 [ɑːtʲ]“地方”， [t̪ˠɾˠɑː]“沙滩”。一窄一宽之间，则是回缩的前元音[a̠ː]，例如 [ˈɟa̠ːɾˠhəɟ]“切”（将来时）。而在两个窄辅音之间则完全是前[aː]，例如 [ə çaːnʲ]“肖恩”（呼格）。在丁格尔，同位的后元音在宽唇辅音之后圆唇作[ɒː]，比如 [bˠɒːn̪ˠ]“白色”；而在里恩，通常/aː/的音值都是圆唇的[ɒː]，只有在窄辅音之间央化为[ɒ̈ː] (Breatnach 1947，第12–13頁)。两个窄辅音之间，短/a/作前音[a]，如 [ɟaɾʲədʲ]“短”。一宽一窄之间，大多情况都是回缩的[a̠]，比如 [fʲa̠ɾˠ]“男人”， [ˈka̠tʲə]“穿”（过去分词），但在宽唇辅音和/l̪ˠ/之后为央音化的前[ä]，比如 [bˠälʲə]“镇”， [l̪ˠätʲ] "injure"“伤害”。周围只有宽辅音的时候，作央音化的后[ɑ̈]，例如 [mˠɑ̈k]“儿子”,  [ɑ̈bˠəɾʲ]“说”。

康诺特方言开元音同位音的大致范围

康诺特方言中（de Bhaldraithe 1966:12–14, de Búrca 1958:13–14, Mhac an Fhailigh 1968:13–16），短/a/的同位音一贯比长/aː/的同位音要靠前得多。例如在埃里斯，短/a/可以是在窄辅音前的次開前元音 [æ]（例如 [sˠælʲ]“耳垢”），或是窄辅音后的开元音[a]（例如 [ɟalˠ]“明亮的”），亦或是 两个宽辅音之间的央化后元音[ɑ̈]（例如 [ˈkɑ̈pəl̪ˠ]“马”）。而长/aː/则会是两宽辅音之间的后元音[ɑː]（例如 [bˠɑːd̪ˠ]“船”），位于窄辅音之前的前伸后元音[ɑ̟ː]（例如 [fˠɑ̟ːlʲ]“获得”（动名词）），或是窄辅音之后的央化后元音[ɑ̈ː]（例如 [bʲɾʲɑ̈ː]“好”）。在托玛凯迪(de Búrca 1958，第13頁)，这个音在宽唇辅音之后作圆唇后元音[ɒː]，例如 [bˠɒːn̪ˠ]“白色”。在康尼马拉，/a/的同位音被拖长，这样就只能靠元音音值来区分/a/和/aː/的同位音了(de Bhaldraithe 1966，第12–13頁)。

#### 双元音

//əi//与//əu//同位音的大致范围

//iə//与//uə//同位音的大致范围

/əi/的起始元音在宽辅音之后作次开央元音[ɐ]，在窄辅音之后作半开央化前元音[ɛ̈]；而其终止元音在窄辅音之前为次闭次前元音[ɪ]，在宽辅音之前作央化的[ɪ̈](Breatnach 1947，第23–24頁)。举例如 [kl̪ˠɐɪɾʲə]“恶棍”， [ɡɐɪ̈ɾˠ]“狗”， [cɛ̈ɪlʲ]“教堂”，以及 [lʲɛ̈ɪ̈sˠ]“治疗”。
/əu/的起始元音在宽辅音之后作次开央元音[ɐ]，在窄辅音之后作半开前化央元音[ɜ̟]；而其终止元音在宽辅音之前作次闭次后元音[ʊ]，在窄辅音之前为央化的[ʊ̈](Breatnach 1947，第24–25頁)。例： [bˠɐʊɾˠ]“聋的”， [fʲɜ̟ʊsˠ]“进步”， [l̪ˠɐʊ̈ɾʲtʲ]“讲”， [mʲɜ̟ʊ̈ɾʲ]“回忆”。但在西马斯克里和丁格尔半岛，/əu/若位于宽辅音之后，其起始元音圆唇并靠后得多（Ó Cuív 1944:29, Ó Sé 2000:24），例如 [ɡɔʊɾˠ]“山羊”。
/iə/的起始元音的起始元音在窄辅音之后作闭前元音[i]，在字首宽辅音/ɾˠ/之后回缩为[i̠]（只在这种情况下在宽辅音后出现）。其终止元音在宽辅音之前为中央元音[ə]，在窄辅音之前为半闭央化前元音[ë](Ó Sé 2000，第24頁)。例： [ciəl̪ˠ]“感知”， [ɾˠi̠əvˠ]“曾经”， [dʲiëlʲ]“魔鬼”。
/uə/的起始元音始终是闭后元音[u]； 而终止元音在[ɐ]到[ɪ̽]之间变化(Ó Sé 2000，第25頁)： [huɐsˠ]“在之上”， [uən̪ˠ]“小羊”， [bˠuɪ̽lʲ]“击”。

## 重音

### 重音位置
爱尔兰语单词大多有重音，重音一般位于单词的第一个音节。例如： /ˈdʲɪmʲiː/（(过去时)“离开”）、 /ˈasˠən̪ˠoːɾʲ/（“丢脸”）(de Búrca 1958，第74–75頁)。某些词（特别是副词和借词）中的重音不符合此规则，例如： /əˈwaːnʲ/（“仅”）、 /təˈbak/（“烟草”）。
复合词中，主重音位于复合词第一部分上，次重音（[ ˌ ]）位于复合词第二部分上。例如： /ˈl̪ˠaɡˌfˠɔɾˠt̪ˠəx/。某些复合词中，在第一和第二部分上都有主重音，例如： /ˈdʲaɾˠəɡˈvʲɾʲeːɡ/（“糟糕的谎言”）。
穆斯特方言中，重音落在词第二或第三个音节的长元音或双元音上。例如： /kaˈlʲiːnʲ/（“女孩”）、 /axəˈnʲiː/（“请求”）(Ó Sé 2000，第46–47頁)。在已消亡的东梅奥方言中，重音除像穆斯特方言一样，可以落在词第二或第三个音节的长元音或双元音上，若该词处于句子的末尾，则重音还可落在词末 ll, m 或 nn 之前的短元音上。(Lavin 1957, Dillon 1973, Green 1997:86–90) 例如，（“马”）单独念或处于句末时，读作 [kaˈpˠɞl̪ˠ]；在句中时，则读作 [ˈkapˠəl̪ˠ]。

### 非重音元音的性质
一般來說，短母音會被減弱為非重音節的中央母音（[ə]），不過有些例外。在芒斯特省，如果一個字的第三音節是重音，而且前面的兩個音節是短音，則兩個音節中的第一個並不會減弱為中央母音；它會變成第二重音，例如/ˌsˠpʲal̪ˠəˈd̪ˠoːɾʲ/「持鐮刀的人」、(Ó Cuív 1944，第67頁)。同樣地，在芒斯特，非重音短母音在後面的音節包含重音的/iː/或/uː/的時候也不剪微中央母音，例如  /aˈl̪ˠiː/ 「藝術」、 /bˠaˈlʲuː/ 「聚集」 (Ó Cuív 1944，第105頁)。在阿爾斯特省，非重音的長母音會被縮短但不會變成中央母音，例如  /ˈkalʲinʲ/ 「女孩」、 /ˈɡalˠunˠ/ 「加侖」、(Ó Dochartaigh 1987:19 ff.，Hughes 1994:626–27).

## 片段
下表是阿伦方言的一些句子片段。(Finck 1899，第II.1–2頁).
| vʲiː ʃeː əɟ ˈafˠəɾˠk əˈmˠax asˠ ə ˈwɪn̠ʲoːɡ nuəɾʲ ə vʲiː ˈmʲɪʃə ɡɔl haɾˠt̪ˠ                                                            | [ 5 ]  | 我经过的时候他正朝窗外看。                                        |
| n̠ʲiː ˈɛcətʲ ʃeː pˠəul̪ˠ hɾʲiː ˈdʲɾʲeːmʲɾʲə                                                                                            |        | 透过梯子他也不会看见一个洞。（意即他有严重的近视。）              |
| t̪ˠaː mʲeː fʲlɔx hɾʲiːdʲ əsˠ hɾʲiːdʲ                                                                                                  |        | 我彻彻底底地湿透了。                                              |
| hʊɡ ʃeː klɔx woːɾ ˈaɡəsˠ xa ʃeː lɛʃ ə ˈwɪn̠ʲoːɡ iː                                                                                    |        | 他拿起一块大石头，然后把它朝着窗户扔去。                          |
| ˈhaːnəɟ ʃeː əʃˈtʲax aɡəsˠ kuːx əɾʲ                                                                                                   |        | 他暴怒着走了进来。                                                |
| ―əɾˠ iːk ʃɪbʲ ˈmˠoːɾˠaːn əɾʲ ə mˠuːn ―ɡə ˈdʲɪvʲən dʲiːk sˠə ˈl̪ˠəiəd̪ˠ ə wɪl aːn̪ˠ jɪ                                                   | [ 6 ]  | ——买这块草地花了你们很多钱吗？ ——当然了，想想还剩多少一点草地呀。 |
| ˈtʲaɡəmʲ aːn̪ˠ xɪlə l̪ˠaː sˠəsˠ ˈmʲɪnəc n̪ˠax mʲiən̪ˠ ˈmˠoːɾˠaːn ˈfˠaːl̠ʲtʲə ɾˠuːmˠ                                                       | [ 7 ]  | 我每天都到那去，可是我并不怎么受到欢迎。                          |
| t̪ˠaː mʲeː ˈklɪʃtʲaːl ə ɡɔl haɾˠəmˠ ɡə mʲəi ˈsˠavˠɾˠə fʲlɔx sˠə ˈmʲliənə aɡən̠ʲ aɡəsˠ ˈçiːt̪ˠəɾˠ ɣɔmˠ pʲeːn ɡəɾˠ ˈaʃtʲəx ə ʃceːl eː ʃɪn | [ 8 ]  | 听说今年夏天会有很多雨，不过我觉得这个说法实在有点奇怪。          |
| wɪl nə ˈfˠat̪ˠiː xoː mˠasˠ d̪ˠuːɾʲtʲ ʃeː                                                                                               |        | 这些土豆有他宣传的那么好吗？                                      |
| ə ˈɣeːlɟə ˈl̪ˠəuɾˠiːɾˠ ə ˈɡuːɟə mˠuːn n̠ʲiː ˈhɔnən̪ˠ iː sˠə ˈɣeːlɟə ˈʃaɡən̠ʲə                                                            | [ 10 ] | 芒斯特那边说的爱尔兰语和我们这的爱尔兰语可不一样。                |

维基文库中收录了彼得·歐·里瑞的自传 Mo Sgéal Féin（暫譯：我自己的故事）的前八章，是马斯克里（芒斯特）当地人阅读的文本。

## 脚注
1. ↑  发音实际对应的拼写应该是；参见爱尔兰语正字法
2. ↑  发音实际对应的拼写应该是。
3. ↑  发音实际对应的拼写应该是
4. ↑  发音实际对应的拼写应该是
5. ↑  发音实际对应的拼写应该是
6. ↑  发音实际对应的拼写应该是
7. ↑  发音实际对应的拼写应该是
8. ↑  发音实际对应的拼写应该是
9. 发音实际对应的拼写应该是
10. ↑  发音实际对应的拼写应该是